# Álcool furfurílico

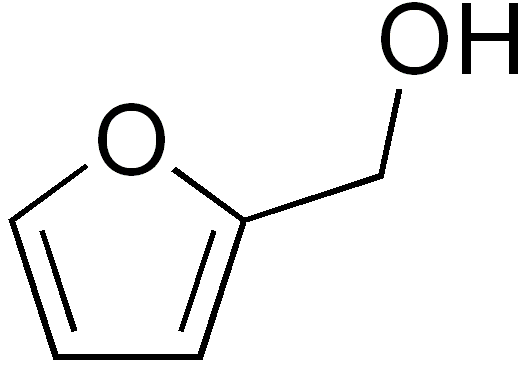
Álcool furfurílico

O Álcool furfurílico, também chamado 2-furilmetanol ou 2-furancarbinol, é um composto orgânico, contendo um 
Furano, substituído por um grupo de hidroximetil. É incolor, mas se torna âmbar se armazenado por muito tempo.
Se mistura com facilidde, mas é instável na água. É solúvel na maioria dos solventes orgânicos. 
O Álcool furfurílico, tem sido usado em foguetes como combustível que entra em combustão ao contato (hipergólico), com um comburente do tipo
Ácido nítrico, nas suas combinações branca (WFNA) ou vermelha (RFNA). O uso de combustíveis hipergólicos em foguetes, evita o uso de componentes de ignição, simplificando 
o projeto dos motores.